# Saint-Denis-sur-Huisne
Saint-Denis-sur-Huisne ist eine französische Gemeinde mit 60 Einwohnern (Stand: 1. Januar 2022) im Département Orne in der Region Normandie. Sie gehört zum Arrondissement Mortagne-au-Perche und zum Kanton Mortagne-au-Perche. Der Namenszusatz zeugt von der Huisne, die das Gemeindegebiet tangiert.
Nachbargemeinden sind Parfondeval im Nordwesten, Saint-Langis-lès-Mortagne im Norden, Réveillon im Osten, Le Pin-la-Garenne im Süden und Saint-Jouin-de-Blavou im Westen.

## Bevölkerungsentwicklung
| Jahr      | 1962 | 1968 | 1975 | 1982 | 1990 | 1999 | 2008 | 2015 |
| --------- | ---- | ---- | ---- | ---- | ---- | ---- | ---- | ---- |
| Einwohner | 85   | 101  | 77   | 60   | 55   | 75   | 62   | 53   |

## Sehenswürdigkeiten
- Kirche Saint-Denis, Monument historique seit dem 13. August 2004

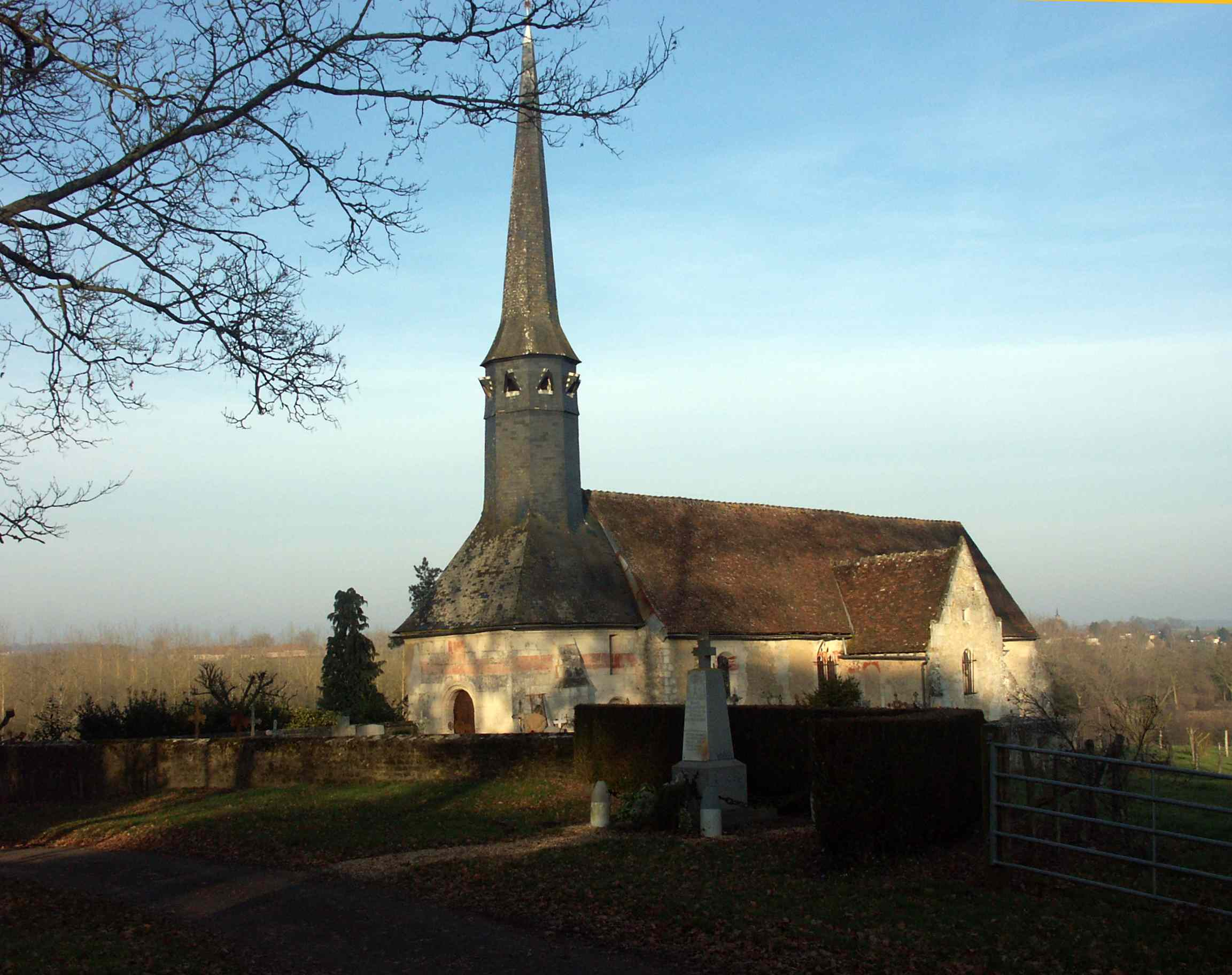
Kirche Saint-Denis
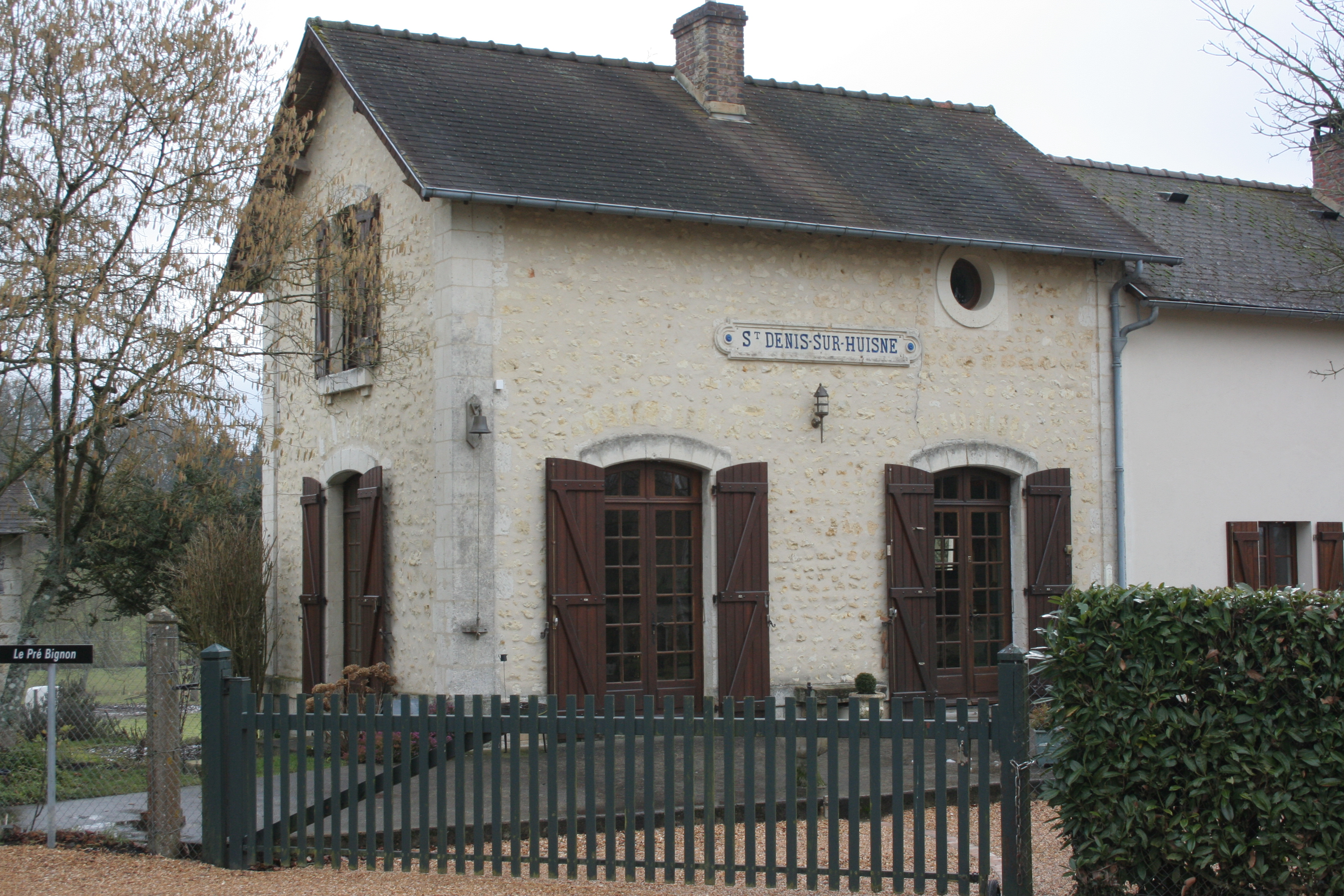
Ehemaliges Bahnhofsgebäude